# Augustin Tünger

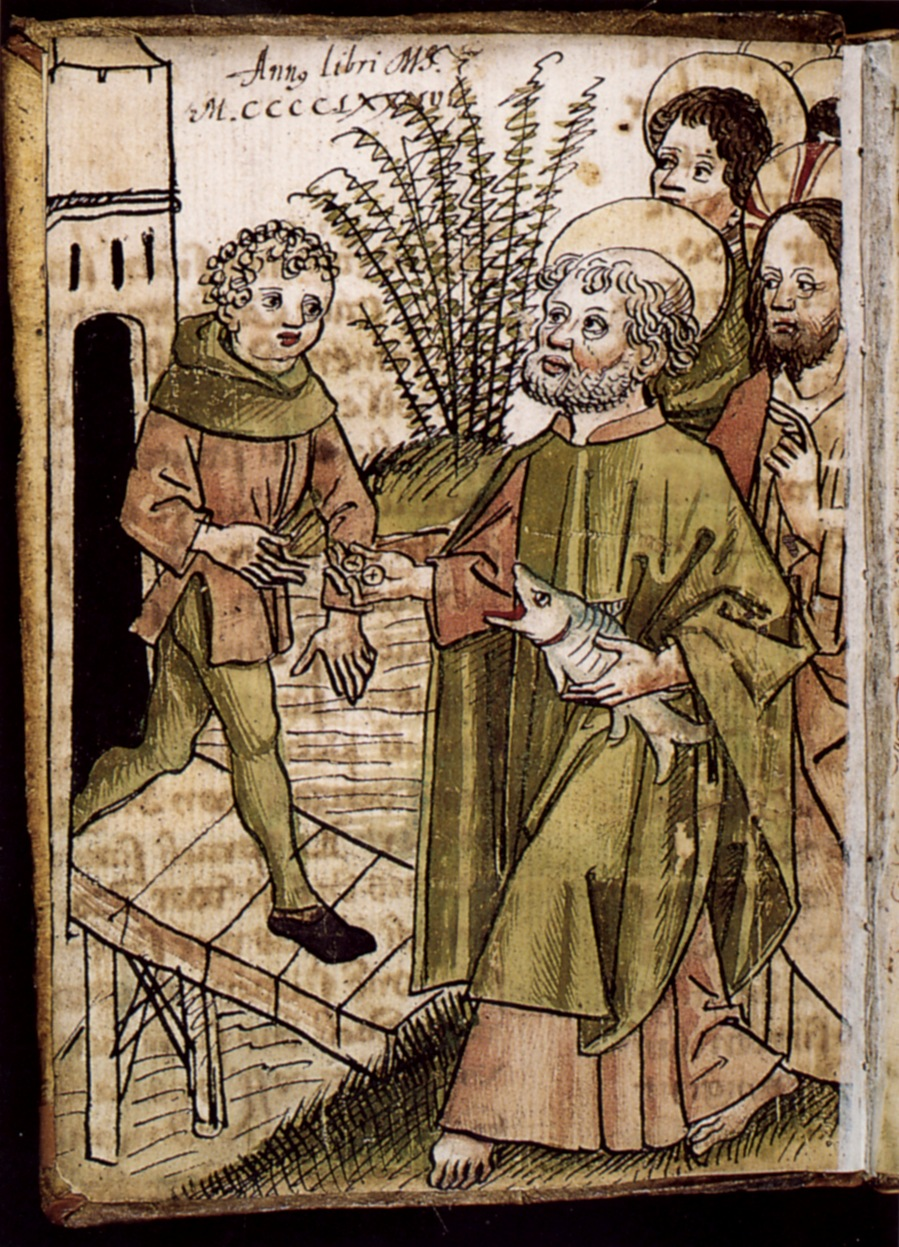
Illustration einer Szene des Lebens Petri aus Tüngers Facetiae

Augustin Tünger (* 1455 in Endingen; † nach 1486) war der erste deutschsprachige Fazetiendichter.

## Leben
Tünger studierte in Erfurt und war später Prokurator am Bischofshof von Konstanz. Im Jahr 1486 schrieb er im Auftrag des Grafen Eberhard im Bart von Württemberg die Facetiae Latinae et Germanicae, eine Schwanksammlung sowohl in lateinischer Sprache als auch auf Deutsch in südschwäbischem Dialekt. Sie ist in der Handschrift Cod. HB V 24a der Württembergischen Landesbibliothek Stuttgart überliefert und wurde aus dieser 1874 von Adelbert von Keller herausgegeben.

## Werke
- Adelbert von Keller (Hrsg.): Facetiae (Bibliothek des Litterarischen Vereins in Stuttgart; Bd. 118). Laupp Verlag, Tübingen 1874.